# (10664) Фемий
(10664) Фемий (др.-греч. Φήμιος) — типичный троянский астероид Юпитера, движущийся в точке Лагранжа L4, в 60° впереди планеты. Астероид был открыт 25 сентября 1973 года американскими астрономами К. Й. ван Хаутеном, И. ван Хаутен-Груневельдом и Томом Герельсом в Паломарской обсерватории и назван в честь Фемия, персонажа древнегреческой мифологии.

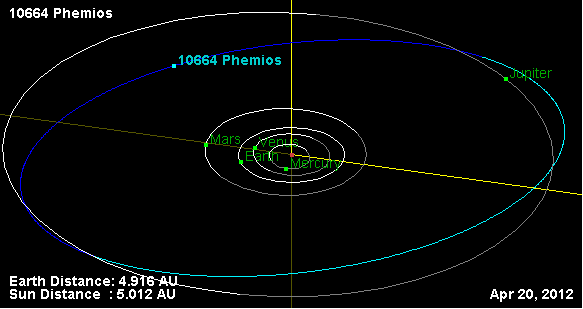
Орбита астероида Фемий и его положение в Солнечной системе